# Shevchenka
Shevchenka  (ucraniano: Шевченка) es un pueblo del Raión de Berezivka en el Óblast de Odesa de Ucrania. Según el censo de 2001, tiene una población de 39 habitantes.